# 威廉·巴頓·羅傑斯

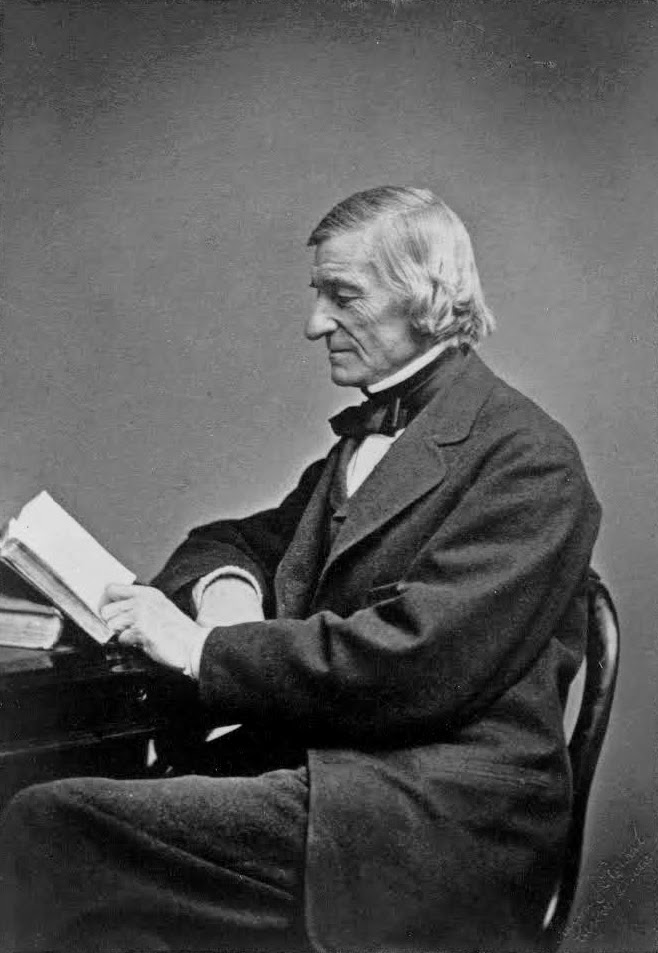
威廉·巴頓·羅傑斯

威廉·巴頓·羅傑斯（William Barton Rogers，1804年—1882年），19世纪美国自然科學家，麻省理工學院的創始人，1861年至1870年以及1879年至1881年间两度擔任麻省理工學院校長。

## 生平
罗杰斯曾就读于威廉和玛丽学院，但未能取得任何学位。虽然如此，他仍然于1828年获得了该校的一个教席。1835年，他被弗吉尼亚大学任命为自然哲学首席教授。在此期间，他领导了对弗吉尼亚州的地质调查。为了纪念他，弗吉尼亚的最高峰即被命名为罗杰斯山。
1853年，罗杰斯前往波士顿，致力于创建科学技术教育的公共机构。在其推动下，麻省理工學院于1861年建成。